# Cuspidatula contracta
Cuspidatula contracta är en bladmossart som först beskrevs av Reinw., Blume et Nees, och fick sitt nu gällande namn av Franz Stephani. Cuspidatula contracta ingår i släktet Cuspidatula och familjen Jamesoniellaceae. Inga underarter finns listade i Catalogue of Life.